# قله کندی (میانمار)
قله کندی (به لاتین: Kennedy Peak) یک کوه در میانمار است که در ایالت چین واقع شده‌است. قله کندی ۲٬۷۰۳ متر بالاتر از سطح دریا واقع شده‌است.